# Ян Петер Балкененде
Ян Петер Балкененде (нід. Jan Peter Balkenende; нар. 7 травня 1956) — нідерландський політик, лідер партії Християнсько-демократичний заклик (ХДЗ). Прем'єр-міністр Нідерландів з 22 липня 2002 до 14 жовтня 2010 року.
Ян Петер Балкененде одружений з 1996 року, має дочку.

## Раннє життя
Ян Петер Балкененде народився 7 травня 1956 року в селі Бізелінге, провінція Зеландія, у Нідерландах. Його батько був торговцем зерном, а мати — вчителем.
Балкененде навчався спочатку в протестантській початковій школі, а потім у «християнському ліцеї для Зеландії» в місті Гус, який закінчив у 1974 році. Після закінчення ліцею Балкененде вступив до Амстердамського вільного університету, де він отримав ступінь магістра з історії в 1980 році, та ступінь магістра з нідерландського законодавства в 1982 році, і у 1992 році захистив докторську дисертацію.
У період з 1982 року по 1984 рік Балкененде працював консультантом з правових питань в Управлінні Вченої ради нідерландських університетів. З 1984 до 1998 року він працював у науково-дослідному інституті партії Християнсько-демократичний заклик.

## Політична кар'єра
Балкененде вперше було обрано депутатом другої палати парламенту 19 травня 1998, в той час як ХДЗ був в опозиції. У цій ролі він виступає за істотне скорочення державного боргу і державних фінансів.
Балкененде було обрано головою парламентської фракції ХДЗ 1 жовтня 2001, замість Яапа де Гооп Схеффера. 3 листопада 2001 він був призначений «фронтменом» для ХДЗ під час парламентських виборів 2002 року. Після цих виборів ХДЗ знову став найбільшою політичною партією у парламенті Нідерландів.

### Перший кабінет Балкененде
4 липня 2002 року королева Беатрікс доручила Балкененде сформувати новий уряд після відставки прем'єр-міністра Віма Кока. До коаліційного уряду ввійшла права політична партія Список Піма Фортейна, лідер якої (Пім Фортейн) був убитий за кілька днів до виборів. Балкененде пішов у відставку через 86 днів після призначення через внутрішні конфлікти у партії Список Піма Фортейна, що дестабілізувало уряд.

### Другий кабінет Балкененде
Після дострокових виборів у 2003 році Балкененде сформував свій другий уряд до якого увійшли: Християнсько-демократичний заклик, Народна партія за свободу і демократію і Демократи 66. Правоцентристська коаліція приступила до реформи нідерландської системи державних послуг, зниження рівня злочинності, жорсткої імміграційної політики та значного скорочення державних витрат. Заходи уряду викликали велике суспільне невдоволення і погані результати в опитуваннях громадської думки для його партії ХДЗ.
1 липня 2004 Балкененде прийняв головування у Європейському Союзі.

### Третій кабінет Балкененде
30 червня 2006 Демократи 66 вийшли з урядової коаліції після того, як міністр імміграції Рита Вердонк звинуватила у незаконному отриманні громадянства Нідерландів депутата Айаан Хірсі Алі, письменницю сомалійського походження. Балкененде подав у відставку вдруге з поста прем'єр-міністра, оголосив про дострокові вибори. Через тиждень було сформовано третій кабінет Балкененде. Цей уряд коаліції меншості, до якої входили Християнсько-демократичний заклик і Народна партія за свободу і демократію, працював до виборів 22 листопада 2006 року.

### Четвертий кабінет Балкененде
Після виборів була сформована коаліція у складі партій Християнсько-демократичний заклик, Християнський союз та Партії праці. Кабінет, який було сформовано 13 лютого, повинен був працювати до 2011 року, але пішов у відставку 20 лютого 2010 року, як результат розбіжностей між партнерами по коаліції Християнсько-демократичним закликом і Партією праці по питанню продовження голландської МССБ-місії в Афганістані.
9 червня 2010, Балкененде пішов зі своєї посади, як лідер ХДЗ, а також відмовився від свого місця в обраному парламент, приймаючи політичну відповідальність за розчарування результатами виборів ХДЗ в 2010 році.